# Confusion
«Confusion» (рус. Смятение) — песня британской группы New Order, выпущенная на сингле в 1983 году, в каталожным номером FAC 93. Сингл занял 12-е место в британском хит-параде.

## История создания
17 июня 1983 года New Order начали американское турне, во время которого записали «Confusion». Запись проходила спонтанно в нью-йоркской студии Артура Бейкера, продюсера, получившего в то время известность благодаря работе с исполнителями раннего хип-хопа. До приезда New Order у Бейкера уже был подготовлен брейкбитовый ритм, на который группа наложила свои инструменты, секвенсорную секцию и вокал. Сингл вышел через несколько недель; песня была представлена сразу в 4 ремиксах. На песню был снят первый видеоклип New Order, в который вошли съёмки выступлений и отдыха группы в клубах Нью-Йорка.

## Последующие версии
В мае 1987 года New Order переписали «Confusion» вместе с «Temptation» для своего первого сборника Substance, в котором были собраны все синглы группы, вышедшие к лету 1987 года в 12-дюймовом формате. Именно эта версия наиболее известна.
В 1990 году Minimal Records выпустила обновлённые ремиксы песни. Для сборника ремиксов (rest of) New Order в 1995 году была сделана жёсткая техно-версия «Confusion (Pump Panel Reconstruction Mix)», которая стала широко известна спустя 3 года благодаря сцене в клубе в фильме «Блейд»). В 2002 году была записана версия с новым вокалом Самнера, которая вошла в сборник ремиксов Confusion 02 (один из них вошёл в бокс-сет Retro, 2002).

## Издания

### UK 12" — FAC 93
1. «Confusion» — 8:12
2. «Confused Beats» — 5:19
3. «Confusion Instrumental» — 7:38
4. «Confusion» (Rough Mix) — 8:04

### 12": QAL-249 [Minimal Records 1990 release]
1. «Confusion» (Alternative Mix) — 5:30
2. «Confusion» (Essential Mix) — 5:10
3. «Confusion» (Trip 1-Ambient Confusion) — 3:40
4. «Confusion» (a cappella) — 1:17
5. «Confusion» (Con-om-fus-ars-ion Mix) — 7:05
6. «Confusion» (Ooh-Wee Dub) — 6:50

### CD: FCD260 [ffrr 1995 release]
1. «Confusion» (Pump Panel Reconstruction Mix) — 10:11
2. «Confusion» (Pump Panel Flotation Mix) — 9:15

### CD: WACKT002 [Whacked Records 2002 release]
1. «Confusion» (Koma and Bones Edit) — 3:45
2. «Confusion» (Arthur Baker 2002 Edit) — 3:09
3. «Confusion» (Electroclash Edit) — 3:40
4. «Confusion» (Outputs Nu-Rocktro Edit) — 3:41
5. «Confusion» (Asto Dazed Edit) — 4:22

## Позиции в чартах
| Чарт (1983 г.)                  | Позиции в чартах |
| ------------------------------- | ---------------- |
| Australia ARIA Singles Chart    | 72               |
| Irish Singles Chart             | 7                |
| New Zealand RIANZ Singles Chart | 7                |
| UK Singles Chart                | 12               |
| UK Indie Singles                | 1                |
| US Billboard Dance/Disco Top 80 | 5                |
| US Billboard Hot Black Singles  | 71               |
| Чарт (2002 г.)                  | Позиция в чартах |
| UK Singles Chart                | 64               |

## Комментарии
1. ↑  Номер по каталогу, указанный здесь, относится к версии для Великобритании. Для других стран см. New Order — Confusion at discogs.com Архивная копия от 15 апреля 2021 на Wayback Machine